# David Wark Griffith
David Lewelyn Wark Griffith, ameriški filmski režiser, igralec, producent, scenarist, skladatelj, montažer in kostumograf, * 22. januar 1875, LaGrange, Kentucky; † 21. julij 1948, Hollywood.
Griffith velja za utemeljitelja narativnega stila filmov ter za snovalca »filmske slovnice.« Toda Griffith je pravzaprav sam izumil precej manj, kot mu pripisujejo. Kot eden prvih je v svoje filme integriral velike plane, paralelno montažo ipd. Med letoma 1908 in 1911 je pri podjetju American Mutoscope and Biograph Company posnel okoli 500 filmov.
Leta 1915 je posnel svoj triurni ep, Birth of a Nation (Rojstvo naroda). V tem filmu o ameriški državljanski vojni se je zavzel za Jug in povzdignil Kukluksklan. Tako je ta film sicer tehnično pomemben mejnik, toda tudi negativni primer filmske propagande. Film je s proračunom okoli 110.000 dolarjev bil do takrat najdražji film. Priigral je med 50 in 100 milijoni dolarjev. V naslednjem letu je s filmom Intolerance finančno propadel.
Leta 1919 je ustanovil filmsko podjetje United Artists, ki pa ga je zapustil že leta 1924.
Leta 1919 se je preizkusil še kot igralec. Po nekaj neuspehih pa je leta 1931 vendarle dokončno zapustil filmsko industrijo.

## Filmi (izbor)
- 1915: The birth of a nation
- 1916: Intolerance
- 1919: Broken blossoms
- 1920: Way down east
- 1921: Orphans of the storm
- 1931: The Struggle